# National Football League 1947
La stagione NFL 1947 fu la 28ª stagione sportiva della National Football League, la massima lega professionistica statunitense di football americano. La stagione iniziò il 21 settembre 1947 e si concluse con la finale del campionato che si disputò il 28 dicembre che vide la vittoria dei Chicago Cardinals sui Philadelphia Eagles per 28 a 21.

## Modifiche alle regole
- Il numero di arbitri in campo venne portato a cinque con l'aggiunta del Back Judge.
- Venne deciso che, se una squadra schiera meno di undici giocatori prima dell'inizio di un'azione, gli arbitri non sono più obbligati a notificarlo.
- Venne deciso che di punire con la penalità di Uso illegale delle mani (illegal use of the hands) l'azione dei difensori di agitare le braccia davanti ai ricevitori per ostruire la loro visuale.
- Venne deciso che un'azione di extra point fosse dichiarata terminata appena risultasse evidente il suo fallimento.
- Venne deciso di non infliggere la penalità di carica sul kicker (roughing the kicker) nel caso quest'ultimo tenti di calciare dopo aver recuperato un fumble
- Venne deciso che su tutti i campi dovessero essere presenti le attrezzature standardizzate per il conteggio delle yard e dei down.

## Stagione regolare
La stagione regolare si svolse in 12 giornate, iniziò il 21 settembre e terminò il 14 dicembre 1947.

### Risultati della stagione regolare
- V = Vittorie, S = Sconfitte, P = Pareggi, PCT = Percentuale di vittorie, PF = Punti Fatti, PS = Punti Subiti
- Nota: nelle stagioni precedenti al 1972 i pareggi non venivano conteggiati nel calcolo della percentuale di vittorie.

| Eastern Division    |   |   |   |     |     |     |
| Squadra             | V | S | P | PCT | PF  | PS  |
| Philadelphia Eagles | 8 | 4 | 0 | 667 | 308 | 242 |
| Pittsburgh Steelers | 8 | 4 | 0 | 667 | 240 | 259 |
| Boston Yanks        | 4 | 7 | 1 | 364 | 168 | 256 |
| Washington Redskins | 4 | 8 | 0 | 333 | 295 | 367 |
| New York Giants     | 2 | 8 | 2 | 200 | 190 | 309 |

| Western Division  |   |   |   |     |     |     |
| Squadra           | V | S | P | PCT | PF  | PS  |
| Chicago Cardinals | 9 | 3 | 0 | 750 | 306 | 231 |
| Chicago Bears     | 8 | 4 | 0 | 667 | 363 | 241 |
| Green Bay Packers | 6 | 5 | 1 | 545 | 274 | 210 |
| Los Angeles Rams  | 6 | 6 | 0 | 500 | 259 | 214 |
| Detroit Lions     | 3 | 9 | 0 | 250 | 231 | 305 |

Nota: Philadelphia vinse la Eastern Division sui Pittsburgh dopo lo spareggio in quanto al tempo non esistevano criteri per stabilire le posizioni in classifica di squadre con la stessa percentuale di vittorie. Lo spareggio, disputato il 21 dicembre 1947, si concluse con la vittoria degli Eagles per 21 a 0.

## La finale
La finale del campionato si disputò il 28 dicembre 1947 e vide la vittoria dei Chicago Cardinals sui Philadelphia Eagles per 28 a 21.

## Vincitore
| Vincitori del campionato NFL 1947 Chicago Cardinals 2º titolo |